# Giro di Lombardia 1912
Il Giro di Lombardia 1912, ottava edizione della corsa, fu disputata il 27 ottobre 1912, su un percorso totale di 235 km. Fu vinta dall'italiano Carlo Oriani, giunto al traguardo con il tempo di 7h30'30", alla media di 31,298 km/h, precedendo Enrico Verde e Maurice Brocco. 
Presero il via da Milano 56 ciclisti e 32 di essi portarono a termine la gara.

## Ordine d'arrivo (Top 10)
| Pos. | Corridore           | Squadra              | Tempo    |
| ---- | ------------------- | -------------------- | -------- |
| 1    | Carlo Oriani        | Stucchi              | 7h30'30" |
| 2    | Enrico Verde        | Maino                | s.t.     |
| 3    | Maurice Brocco      | La Française-Diamant | s.t.     |
| 4    | Leopoldo Torricelli | Maino                | s.t.     |
| 5    | Ugo Agostoni        | Peugeot-Wolber       | s.t.     |
| 6    | Vincenzo Borgarello | Legnano              | a 1'10"  |
| 7    | Pierino Albini      | Gerbi                | a 2'19"  |
| 8    | Clemente Canepari   | Legnano              | s.t.     |
| 9    | Costante Girardengo | Maino                | a 18'53" |
| 10   | Camillo Bertarelli  | Bianchi              | s.t.     |